# Afrykańska Przygoda 3D - Safari nad Okavango
Afrykańska Przygoda 3D – Safari nad Okavango – belgijski film dokumentalny z 2007 roku, w reżyserii Bena Stassena, zrealizowany w technologii 3D dla sieci kin IMAX.

## Opis fabuły
Dokumentalny, krótkometrażowy film w technice 3D, zrealizowany podczas fotosafari w delcie afrykańskiej rzeki Okawango.

## Obsada
- Tim Liversedge jako filmowiec
- Liesl Eichenberger jako zoolog
- June Liversedge jako fotograf